# أرثر أشكين
أرثر أشكين (بالإنجليزية: Arthur Ashkin)‏ هو عالم أمريكي ولد في يوم 2 سبتمبر 1922 في نيويورك لعائلة يهودية، عمل في مختبرات بل ولوسنت، في 3 أكتوبر 2018 أعلن عن فوزه بجائزة نوبل في الفيزياء مع كل من جيرارد مورو ودونا ستريكلاند نتيجة بحثه في الملاقط البصرية وتطبيقها على النظم البيولوجية عن طريق شعاع الليزر والتي يمكن من خلالها الكشف على الفيروسات والبكتريا وخلايا أخرى والتعامل معها دون الحاق الضرر بها. بعد فوزه بهذه الجائزة أصبح أشكين أكبر شخص يفوز بجائزة نوبل.

## النشأة
وُلدَ آرثر أشكين في بروكلين بنيويورك عام 1922 ونشأ وترعرعَ هناك. يقيم حاليًا في رامسون في نيو جيرسي.
يُدعى والداه آيزادور ووالدته هي السيّدة آنا أشكين. له شقيقين؛ ذكر يُدعى يوليوس ويعملُ هو الآخر كفيزيائي فيما تُدعى أخته روث كما توفيّ أحدُ أشقائه الأكبر سنا وهوَ جيرترود حينما كان شابًا. يقعُ منزل العائلة اليهوديّة في الشارع رقم 27 في بروكلين بيويورك. هاجرت عائلة آيزادور إلى الولايات المتحدة من أوديسا (الإمبراطورية الروسية وأصبحت حاليًا أوكرانيا) في سن الثامنة عشر. في غضون عقد وهو في نيويورك؛ أصبحَ آيزادور مواطنًا أمريكيًا وقام بفتح عيادة أسنان في مانهاتن.

### التعليم
حضر أشكين جامعة كولومبيا وعملّ كباحثٍ في مختبر الإشعاع. هناك تمكّن من بناء صمام مغناطيسي إلكتروني ساعدَ الولايات المتحدة في تطوير أنظمة راداراتها العسكرية. استمر في العمل في مُختبر جامعة كولومبيا. خلال هذه الفترة؛ كان أشكين قد درسَ على يدِ ثلاثة من الحائزين على جائزة نوبل.
أنهى مسيرتهُ الدراسيّة التي توجها بالحصول على شهادة جامعية في الفيزياء ثم حضر بعدَ ذلك جامعة كورنيل حيث درس الفيزياء النووية هناك. تزامنَ هذا معَ مشروع مانهاتن فعملَ فيه كل من أشكين وشقيقه يوليوس جنبًا إلى جنب مع علماء آخرون مثلَ هانز بيته وريتشارد فاينمان. حصلَ آرثر على درجة الدكتوراه في جامعة كورنيل ثم ذهب للعمل في مختبرات بيل في بتوصية من البروفسور سيدني ميلمان الذي كان المُشرف السابق على جامعة كولومبيا.

## المسيرة المهنية
في مختبرات بيل؛ عملَ أشكين على الموجات الميكروية وذلك في الفترة الممتدة من عام 1960 إلى 1961 ثم تحوّل في وقتٍ لاحق إلى بحوث الليزر. نشرَ عشرات البحوث والمقالات حولَ البصريات غير الخطية، الألياف البصرية، التذبذب الحدودي ثمّ حدود مكبرات الصوت. في الفترة ذاتها؛ شارك آرثر في العمل على التعمّقِ في موضوع الكهرباء الانضغاطية. عمل أشكين رُفقة ستيفن تشو في موضوع تبريد ومحاصرة الذرات مما مكّن هذا الأخير من الحصول على جائزة نوبل في الفيزياء عام 1997. بسببِ مسيرته العلميّة المتميّزة حصل آرثر على العديد منَ المناصب حيث عمل كزميل باحث في جمعية البصريات الأمريكية، الجمعية الفيزيائية الأمريكية وكذلكَ معهد مهندسي الكهرباء والإلكترونيات. تقاعد من مختبرات بيل في عام 1992 وذلك بعد 40 سنة من العطاء والعمل الذي ساهم في اكتشاف العديد من الأمور في الفيزياء التجريبية. قامَ أشكين بتأليف العديد من الأبحاث الأكاديمية على مدى عدّة سنوات كما يحمل في جعبتهِ 47 براءة اختراع. بدأ تكريمُ آرثر مطلع القرن الحادي والعشرين حيثُ فازَ بجائزة جوزيف ف. كايثلي في علم القياس عام 2003 ثم جائزة هارفي في عام 2004. انتُخبَ عضوًا في الأكاديمية الوطنية للهندسة في عام 1984 كما انتخب كعضو جديد في الأكاديمية الوطنية للعلوم عام 1996.
في الثاني من أكتوبر عام 2018؛ حصلَ أشكين على جائزة نوبل في الفيزياء. في السياق ذاته؛ احتفت جريدة تايمز إسرائيل به حيث كتبت تقريرًا مفصلا حوله ووصفتهُ بالعالم الذي خلقَ «ثورة في جراحة العيون» ثمّ أضافت: «تمّ تكريم أشكين –من خلال جائزة نوبل– لاختراعهِ الملاقط البصرية التي تجذب الجزيئات والذرات والفيروسات وغيرها من الخلايا الحية من خلال أشعة الليزر. في الواقع؛ كانَ آرثر قادرًا على استخدام ضغط إشعاع الضوء من أجل تحريك الأشياء المادية لكنّه فضّل الملقط البصري. هذا حلم آخر من الخيال العلمي يتحقق!»
بعمر السادسة والتسعين؛ يعدّ أشكين أكبر –من حيث العمر– حائز على جائزة نوبل كما يُعتبر اليوم أكبر عالم حائز على الجائزة ولا زال على قيدِ الحياة. لقد مُنح أشكين نصف الجائزة في حين تقاسمَ النصفَ الآخر كل من جيرار مورو ودونا ستريكلاند.

## روابط خارجية
- أرثر أشكين على موقع الموسوعة البريطانية (الإنجليزية)
- أرثر أشكين على موقع مونزينجر (الألمانية)